# Gettito fiscale
Per gettito fiscale, in scienza delle finanze e nel bilancio dello Stato, si intende l'insieme delle entrate nell'erario di uno Stato che derivano dall'imposizione fiscale di questo sui cittadini contribuenti.

## Descrizione
La percentuale del gettito derivante da ciascuna imposta dipende dall'entità dell'imposta stessa (aliquota) e dal numero dei soggetti coinvolti nonché dalla rispettiva base imponibile. L'insieme del gettito è utilizzato dallo Stato per coprire le proprie uscite finanziarie o spese pubbliche oppure per attuare politiche economiche a sostegno della crescita economica del paese. Fenomeni di evasione fiscale o elusione fiscale tendono invece a ridurre il gettito previsto, a danno dello Stato stesso cioè con ripercussioni negative sul deficit pubblico e sul conseguente debito pubblico e/o con diminuzione della spesa pubblica a favore dei servizi pubblici.

### Il gettito fiscale totale
Il gettito fiscale totale è il finanziamento di uno Stato che il governo genera attraverso la tassazione del popolo.
Esso include le imposte sulla produzione e sulle importazioni, le imposte correnti sul reddito e sul patrimonio, imposta sulle plusvalenze e contributi sociali.
Il gettito fiscale totale è un aggregato comprendente:
- imposte sulla produzione e sulle importazioni come ad esempio l'imposta sul valore aggiunto (IVA), dazi doganali, accise e  imposte sui consumi, imposte di bollo, imposte sui salari, le imposte sull'inquinamento, ed altre;
- imposte correnti sul reddito, sul patrimonio, ecc., come ad esempio le imposte sui redditi aziendali e personali, imposte sui guadagni in conto capitale, i pagamenti dalle famiglie per licenze di possedere o utilizzare auto, caccia o pesca, le imposte correnti sul capitale che sono pagate periodicamente, ed altro;
- imposte in conto capitale, come le imposte di successione, diritti di successione e le imposte sulle donazioni e prelievi di capitale che sono occasionali o eccezionali;
- contributi sociali effettivi versati su base obbligatoria o volontaria dai datori di lavoro o dipendenti o lavoratori indipendenti o persone non occupate per assicurarsi contro i rischi sociali (malattia, invalidità, disabilità, vecchiaia, superstiti, familiari e di maternità);
- contributi sociali figurativi o impliciti versati nell'ambito di sistemi di assicurazione sociale senza costituzione di riserve (in cui i datori di lavoro erogano prestazioni sociali ai loro dipendenti, ex dipendenti o persone a loro carico attingendo alle risorse proprie, senza creare riserve speciali per lo scopo).

Il calcolo del gettito fiscale totale deve essere ridotto dell'importo delle imposte e dei contributi sociali, valutati come difficilmente esigibili.

## Classificazione
Le tasse possono essere classificate come imposte indirette, come le imposte sulla produzione e sulle importazioni, e le imposte dirette, come ad esempio le imposte sul reddito e sul patrimonio e sui redditi di capitale, secondo il sistema europeo dei conti nazionali e regionali.
Una classificazione alternativa delle imposte può essere effettuato in base alla loro funzione economica.
Dal momento che questa divisione non corrisponde pienamente con la ripartizione SEC95 delle imposte, si è intrapresa specificamente per ciascuno Stato membro dell'Unione europea (UE) ogni anno per unità fiscale della Commissione europea (DG TAXUD) e gli Stati membri cooperativi del Gruppo di Lavoro Strutture di tassazione.
I risultati sono pubblicati in un rapporto intitolato Tendenze fiscali nell'Unione europea. I dati per gli Stati membri dell'UE e la Norvegia.
La ripartizione delle imposte sulla base delle funzioni economiche (sulla base delle fonti di cui sopra) è la seguente:
- le imposte sui consumi, cioè prelevate sulle transazioni tra consumatori finali e produttori e sui beni finali di consumo, come l'IVA, le imposte e i dazi sulle importazioni, esclusa IVA, imposte di bollo, tasse sulle transazioni finanziarie e di capitale, le imposte su operazioni internazionali, in materia di inquinamento, sotto-compensazione dell'IVA, sondaggi e le spese imposte, pagamenti dalle famiglie per licenze;
- tasse sul lavoro - sul lavoro dipendente, vale a dire le imposte direttamente connesse ai salari e per lo più trattenute alla fonte, pagate dai lavoratori e dai datori di lavoro, compresi i contributi sociali obbligatori e sul reddito non occupati del lavoro, vale a dire tutte le imposte e i contributi sociali obbligatori sollevate sul trasferimento di reddito persone non occupate, dove questi potrebbero essere identificati (ad esempio disoccupazione e benefici sanitari);
- le imposte sul capitale - definiti come le imposte sul capitale e reddito d'impresa che gli agenti economici guadagnano o ricevono da risorse nazionali o dall'estero (ad esempio, imposta sul reddito delle società, imposta sul reddito e dei contributi sociali dei lavoratori autonomi, le imposte sui guadagni in conto capitale) e le imposte sui capitale sociale che include la tassa di ricchezza (pagata periodicamente sulla proprietà e l'uso di terreni o immobili da proprietari, e le imposte correnti sul patrimonio netto e su altri beni, come gioielli e altri segni esteriori di ricchezza), imposte in conto capitale, sugli immobili, le imposte sull'utilizzo di capitale fisso, licenze professionali e imprenditoriali e di alcune imposte sui prodotti.

Le aliquote fiscali implicite misurano la pressione fiscale effettiva o efficace riscossa su diversi tipi di reddito o di attività economiche che potrebbero essere tassati.
Essi sono calcolati come rapporto tra gettito fiscale complessivo della categoria economica specifica (consumo, lavoro e capitale) e il valore della base imponibile potenziale definito utilizzando i conti della produzione e i conti nazionali sui redditi.
| Aliquota fiscale implicita su: | Definizione |
| ------------------------------ | --- |
| consumo                        | tutte le imposte sul consumo diviso per spesa per consumi finali delle famiglie sul territorio economico; |
| lavoro                         | imposte dirette, imposte indirette e contributi sociali effettivi obbligatori versati dai dipendenti e datori di lavoro sul lavoro dipendente diviso per i redditi da lavoro dipendente comprensivo dei contributi sociali e delle imposte sui salari; |
| capitale                       | rapporto tra ricavi da tutte le imposte in conto capitale, e tutti (in linea di principio) del capitale e reddito potenzialmente imponibile per l'economia, come il risultato netto di gestione delle imprese e delle istituzioni senza scopo di lucro, fitti imputati delle abitazioni private, reddito misto netto da lavoro autonomo , gli interessi netti, affitti e dividendi, redditi da assicurazione. |

## Entrate fiscali nel mondo

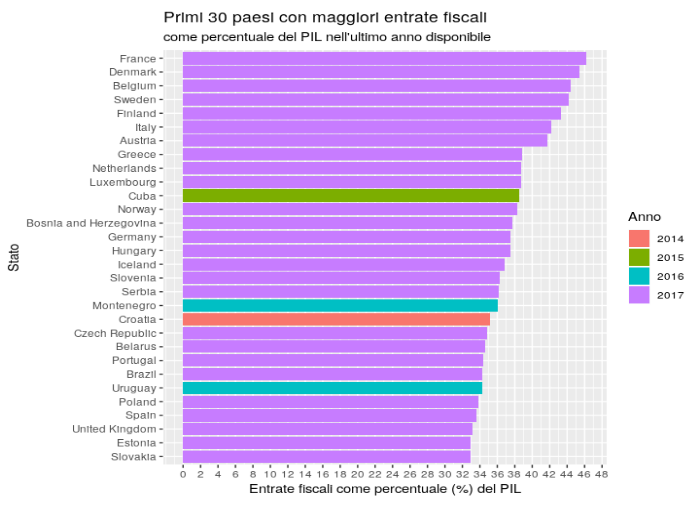
Grafico realizzato con i seguenti dati : https://ourworldindata.org/grapher/total-tax-revenues-gdp?tab=map

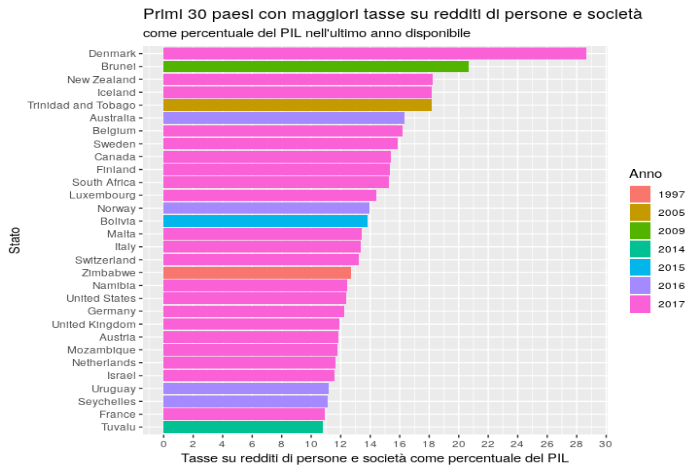
Grafico realizzato con i seguenti dati : https://ourworldindata.org/grapher/taxes-on-incomes-of-individuals-and-corporations-gdp